# 林村公立學校

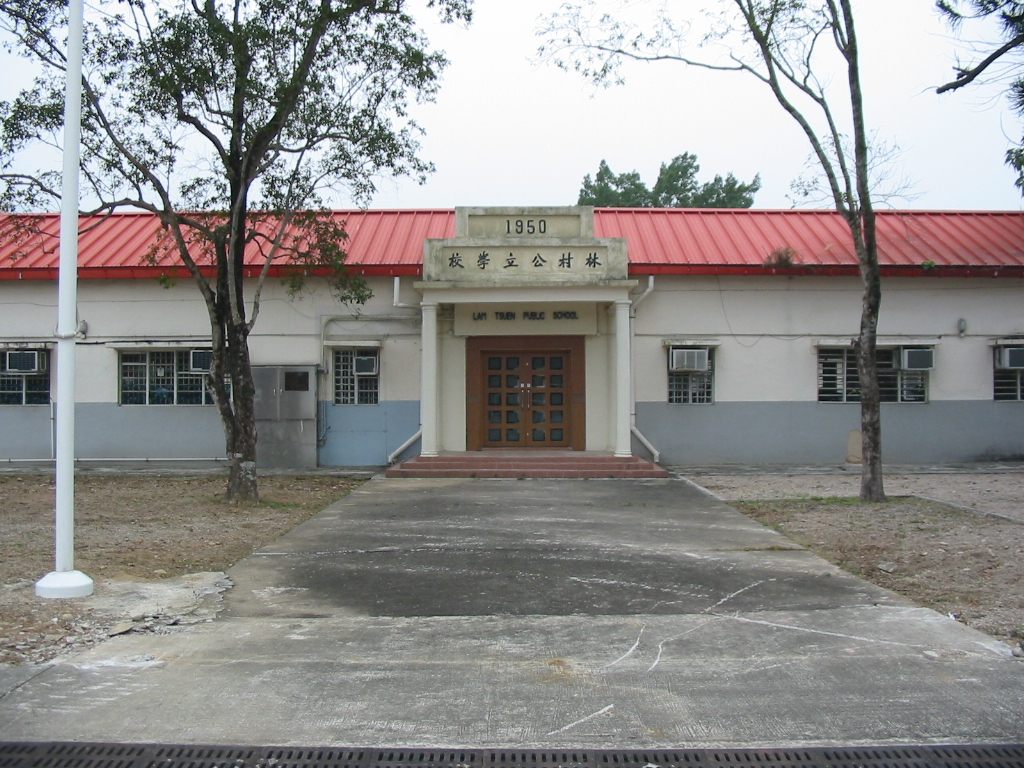
林村公立學校

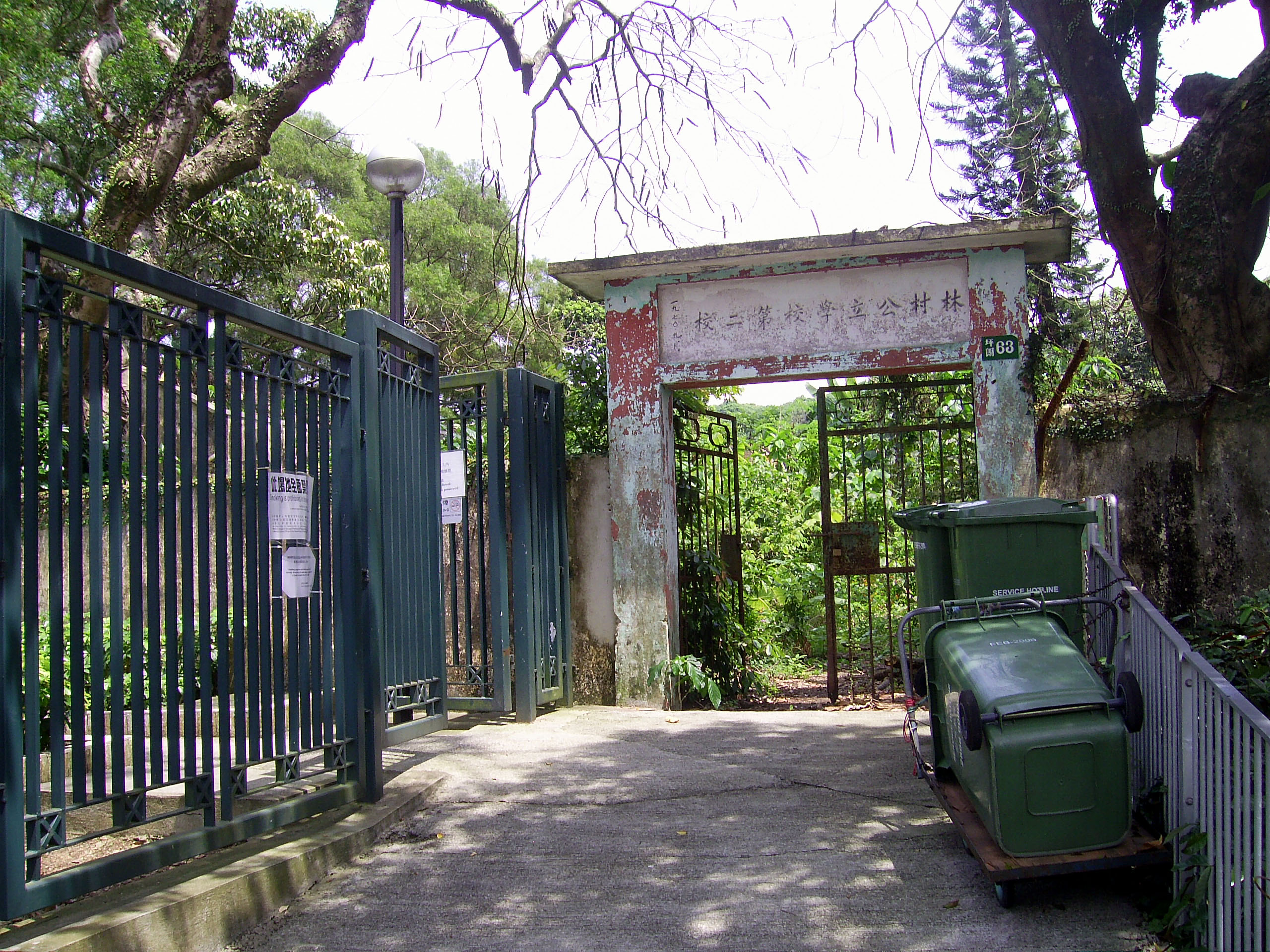
位於坪朗的林村公立學校第二校

林村公立學校，是香港大埔一間已經結業的小學，位於大埔林村許願樹旁，在1950年創立，是一所政府津貼全日制小學，以平房式設計。其辦學團體為林村鄉發展教育委員會。在過去半世紀，林村公立學校培育了不少社會人才。由於二十一世紀起學生數目大降，2004年因為收生不足而結業，原有學生轉讀林村公立黃福鑾紀念學校。
該校現已荒廢，有部分團體建議改建為村校博物館。位於學校操場旁的旱廁建築，已於2008年拆卸。

## 寄宿計劃
沈素珊在2002年接任校長一職，眼見收生不足，推出寄宿計劃吸引學生。學校租用離校舍五分鐘路程的愛丁堡公爵訓練營作為學生宿舍，安排學生星期一至四留宿。計劃推行兩年，大受家長歡迎，當年每月寄宿費只是三千元，比國際學校便宜得多。

## 交通
- 在大埔墟站乘坐九龍巴士64K線巴士前往。

## 著名/傑出校友
- 張學明：前立法會議員及行政會議成員[2]
- 林祿榮：前林村公立黃福鑾紀念學校校長